# Vzdušný prostor
Vzdušný prostor státu je část atmosféry nad jeho suchozemským územím a vnitřními a pobřežními vodami. Horní hranice vzdušného prostoru státu není přesně stanovena žádnou mezinárodní dohodou a kolísá podle výkladu příslušného státu. Podle Mezinárodní letecké federace se hranice mezi atmosférou a kosmickým prostorem nachází ve výšce 100 km. Vzdušný prostor nad mezinárodními vodami je také mezinárodní.

## Rozdělení (z hlediska létání)
Rozeznáváme dva základní druhy vzdušného prostoru z hlediska pohybu v něm (tj. létání):
1. řízený
2. neřízený

V počátcích létání bylo letadel málo a jejich vybavení umožňovalo pouze lety za viditelnosti (VFR – Visual flight rules). I na největších letištích byla hustota provozu nízká a nebezpečí srážek také. Letadla létala pouze vně oblačnosti a za dostatečné viditelnosti a proto byli piloti schopni včas vidět terén i ostatní letadla a vyhnout se srážce. Veškerý vzdušný prostor byl neřízený.
Pokrok v oblasti leteckých přístrojů umožnil lety v oblačnosti a za ztížených povětrnostních podmínek. V mraku pilot pochopitelně nemůže vidět ostatní letadla a vyhnout se jim. Proto bylo zřízeno Řízení letového provozu (ŘLP), aby zajišťovalo rozstupy mezi letadly. Byl vytvořen systém letových cest mezi radionavigačními majáky a kolem těchto cest řízený vzdušný prostor pro oddělení řízeného a neřízeného provozu. S růstem hustoty provozu a se zaváděním systémů pro přiblížení na přistání podle přístrojů bylo nutné zřídit řízené prostory také kolem letišť.
S dalším rozvojem letectví a stálým růstem hustoty provozu bylo potřeba stále složitější rozdělení vzdušného prostoru pro uspokojení všech jeho uživatelů a zachování bezpečnosti. V dnešní době je většinou vzdušný prostor rozdělen do několika vrstev, kdy nejnižší z nich je neřízená a s rostoucí výškou následují vrstvy čím dál „řízenější“. (To vyplývá z toho, že pomalá a špatně vybavená sportovní letadla většinou létají nízko, naopak dopravní letadla využívají velké výšky). Navíc jsou vyhlášeny další prostory kolem letišť, některých objektů na zemi, prostory pro potřeby vojenských letů atd. Každá "vrstva" nebo prostor patří do některé třídy. Tyto třídy určují základní pravidla létání v nich a požadavky na letadla.

## Třídy vzdušného prostoru (podle ICAO)
- Třída A: pouze lety IFR (Instrument Flight Rules – let podle přístrojů). ŘLP zajišťuje všem rozstupy. Všechny lety jsou předmětem letového povolení, je požadováno oboustranné spojení mezi letadlem a ŘLP a podání letového plánu.
- Třída B: lety IFR i VFR. ŘLP zajišťuje všem rozstupy. Všechny lety jsou předmětem letového povolení, je požadováno oboustranné spojení mezi letadlem a ŘLP a podání letového plánu.
- Třída C: lety IFR i VFR. ŘLP zajišťuje rozstupy letům IFR navzájem a letům IFR od VFR. Letům VFR jsou podávány informace o provozu VFR. Všechny lety jsou předmětem letového povolení, je požadováno oboustranné spojení mezi letadlem a ŘLP a podání letového plánu.
- Třída D: lety IFR i VFR. ŘLP zajišťuje rozstupy letům IFR navzájem a informace o letech VFR. Letům VFR jsou podávány informace o provozu. Všechny lety jsou předmětem letového povolení, je požadováno oboustranné spojení mezi letadlem a ŘLP. Podání letového plánu je vyžadováno pouze pro lety IFR.
- Třída E: lety IFR i VFR. ŘLP zajišťuje rozstupy letům IFR navzájem. Lety IFR jsou předmětem letového povolení, je požadováno oboustranné spojení mezi letadlem a ŘLP a podání letového plánu. Lety VFR nejsou předmětem letového povolení, není požadováno oboustranné spojení mezi letadlem a stanovištěm ATS. Pokud je to vhodné, jsou veškerému provozu podávány informace o VFR provozu.
- Třída F: lety IFR i VFR. Lety IFR ani VFR nejsou předmětem letového povolení a není vyžadováno oboustranné spojení mezi letadly a stanovišti ATS. Pokud je to možné, stanoviště ATS zajišťuje rozstupy letům IFR navzájem.
- Třída G: lety IFR i VFR. Lety IFR ani VFR nejsou předmětem letového povolení a není vyžadováno oboustranné spojení mezi letadly a stanovišti ATS. Pokud je to vhodné, jsou poskytovány informace o ostatním provozu.

Prostor tříd A až E je řízený (prostor E je řízený pouze pro lety IFR), F a G neřízený.
Pozn.: Letové povolení je povolení letadlu pokračovat v letu za podmínek stanovených ŘLP. Letový plán se podává před vzletem a obsahuje informace o plánovaném letu, které ŘLP používá pro koordinaci letů.
V Česku se používají čtyři třídy vzdušného prostoru: vrstvy G, E, D a C.
- Třída G sahá od země do 300 m AGL mimo CTR řízených letišť. Mimo podmínek uvedených výše jsou stanovena minima VMC – min. dohlednost 1500 m (vrtulníky 800 m) při dodržení poměru rychlosti a dohlednosti 100:1 (letět max. 100 km/h při letové dohlednosti 1 km), let vně oblačnosti za viditelnosti země. Tato VMC jsou platná pouze v ČR.
- Třída E sahá od 300 m AGL do FL 95 mimo CTR a TMA řízených letišť. Minima VMC – min. dohlednost 5 km, rozestup od oblačnosti 300 m vertikálně a 1,5 km horizontálně.
- Třída D CTR a TMA řízených letišť vyjma TMA Praha. Minima VMC jsou stejná jako ve třídě E, od FL 100 výše stoupá požadovaná dohlednost na 8 km.
- Třída C sahá od FL 95 do FL 660 včetně TMA Praha mimo TMA ostatních řízených letišť. Minima VMC jsou stejná jako ve třídě E, od FL 100 výše stoupá požadovaná dohlednost na 8 km.

## Typologie prostorů

### Letová informační oblast
FIR (angl. Flight Information Region) je nejvyšším druhem prostoru ze všech. V ČR zahrnuje FIR Praha veškerý český vzdušný prostor, v rozlehlejších státech může být stanoveno více FIRů. Je-li FIR rozdělen horizontálně na nižší a horní část, vyšší část se označuje UIR (Upper Information Region). Každá část atmosféry přináleží do některého FIR, prostor nad mezinárodními vodami spadá do působnosti přilehlých FIRů. Hranice FIR jsou stanoveny mezinárodními dohodami v rámci ICAO.

### Identifikační pásmo protivzdušné obrany
Identifikační pásmo protivzdušné obrany (angl. Air Defence Identification Zone, zkratka ADIZ) je pásmo kolem hranic ve kterém je omezen provoz a které slouží potřebám protivzdušné obrany státu. V ČR sahalo pásmo ADIZ od 5 km od hranic do vnitrozemí, ale v souvislosti s evropskou integrací zaniklo v dubnu 2008.

### Řízený okrsek
Řízený okrsek (angl. Control Zone, zkratka CTR) je část vzdušného prostoru v těsném okolí letiště. Slouží k ochraně letadel letících v blízkosti letiště. Spodní hranici vždy tvoří zemský povrch. Na CTR zpravidla navazuje koncová řízená oblast. Horizontální rozsah je 9 až 20 km (nejvíce ve směru vzletové a přistávací dráhy). Provoz v CTR je řízen řídící věží (stanoviště TWR).
V ČR jsou CTR vzdušný prostor třídy D. Letadla v CTR jsou předmětem letového povolení a musí udržovat spojení s orgány ŘLP.

### Koncová řízená oblast
Koncová řízená oblast (angl. Terminal Control Area nebo Terminal Maneuvering Area, zkratka TMA) je část vzdušného prostoru v okolí letiště, který slouží k ochraně přibližujících se a odlétajících letadel.
V ČR je spodní hranice koncové řídící oblasti obvykle ve výšce cca 300 m (1000 ft) nad terénem a horní cca 3800 m nad mořem (letová hladina FL 125); v případě Letiště Praha-Ruzyně je to cca 5000 m (FL 165). Horizontální hranice oblasti může být až 50 km od letiště.
Vzdušný prostor v TMA je třídy D (TMA Praha Ruzyně třídy C). Letadla v TMA jsou předmětem letového povolení a musí udržovat spojení s orgány ŘLP.
Kolem jednoho letiště může být stanoveno několik na sebe navazujících TMA s různými horizontálními a vertikálními hranicemi tak, aby byly pokryté všechny tratě po kterých probíhají sestupy a odlety, ale přitom nebylo vyblokováno zbytečně moc vzdušného prostoru.
Provoz v koncové řídící oblasti řídí radarový řídící (přibližovací služba APP), který letadlům zajišťuje rozstupy pro zabránění srážkám. K řízení využívá přehledový radar (SRE) a sekundární přehledový radar (SSR), který spolupracuje s odpovídači na palubách letounů.

### ATZ
ATZ (angl. Aerodrome traffic zone, česky někdy nesprávně označovaná jako Zóna AFIS) je část vzdušného prostoru v těsném okolí neřízeného letiště. Slouží k ochraně letištního letového provozu. Vertikálně sahá v ČR od zemského povrchu do výšky 4000 ft AMSL (1200 m nad mořem). Horizontální hranici tvoří kružnice o poloměru 3 NM (5,5 km) se středem ve vztažném bodu letiště.
Provoz v ATZ není řízen. V ATZ je pouze poskytována letištní letová informační služba AFIS (anglicky Aerodrome Flight Information Service; AFIS), nebo stanovištěm Radio poskytování informací známému provozu a pohotovostní služba známému provozu. To v praxi znamená, že dispečer AFIS nemůže pilotovi vydat letové povolení, pouze mu předává užitečné informace (o provozu na letišti, meteorologické informace) a v krajním případě mu může vydat příkaz nebo zákaz. Pilot však rozhoduje sám a také na něm leží veškerá zodpovědnost.
Letadla vlétající do ATZ by měla navázat spojení se stanovištěm AFIS. Měla by se vyhnout letištnímu okruhu nebo se do něj zařadit.

### Zakázaný prostor
Zakázaný prostor (angl. No-fly zone nebo Prohibited Area – bezletová zóna) je část vzdušného prostoru, která slouží ochraně pozemních objektů. Vertikální i horizontální hranice mohou být různé (spodní hranici tvoří zemský povrch). Zakázané prostory (v ČR označené LKP + pořadové číslo) se zřizují kolem významných pozemních objektů, které je nutné chránit před případným dopadem letadla při letecké havárii. Zakázané prostory jsou například kolem Pražského hradu, jaderných elektráren Temelín a Dukovany, nebo továren, které vyrábějí výbušniny.
Zakázaným prostorem není dovoleno proletět.

### Omezený prostor
Omezený prostor (angl. Restricted Area) je část vzdušného prostoru, u které je průlet omezen.
Vertikální i horizontální hranice mohou být různé. Omezené prostory (v ČR označené LKR + pořadové číslo) se zřizují například jako prostory pro provádění střelby, ochranu letadel, které provádějí nestandardní činnost (vojenská cvičení, letecké dny) či ochranná pásma kolem jaderných elektráren.
Omezeným prostorem je možné v době jeho aktivace (obsazení) proletět s povolením stanoviště ŘLP, které za daný prostor zodpovídá, pokud není stanoveno jinak v AIP.

### Nebezpečný prostor
Nebezpečný prostor (angl. Dangerous Area) je část vzdušného prostoru, která slouží ochraně letadel před činností, která by mohla ohrozit bezpečnost letu. Vertikální i horizontální hranice mohou být různé (spodní hranici tvoří většinou zemský povrch). Nebezpečným prostorem je možné proletět, ale je doporučeno se mu vyhnout.
Nebezpečné prostory (v ČR označené LKD + pořadové číslo) se zřizují nad objekty, nad kterými může být nebezpečné prolétat. (V ČR typicky nad kompresorovými stanicemi na plynovodu, které čas od času vypouštějí plyn do atmosféry).

### TRA – Dočasně vymezený (rezervovaný) prostor
TRA (angl. Temporary Reserved Area) je část vzdušného prostoru, která slouží k ochraně letadel, kterým není možné zajistit rozstupy vzhledem k jejich standardní činnosti. Vertikální i horizontální hranice mohou být různé, TRA nesmí dosahovat až na zem, nejčastějším využitím jsou pracovní prostory pro vojenská letadla, letecké soutěže a podobně.
Pokud chce jiné letadlo proletět skrz TRA v době jeho aktivace (obsazení), musí navázat spojení se stanovištěm ŘLP, které za daný prostor zodpovídá. To většinou zajistí oběma letadlům rozestup a průlet povolí, ale obecně ho povolit nemusí.

### TSA – Dočasně vyhrazený prostor
TSA (angl. Temporary Segregated Area) je část vzdušného prostoru, která slouží k ochraně letadel, kterým není možné zajistit rozstupy vzhledem k jejich standardní činnosti. TSA se využívá tam, kde není žádným způsobem možné zajistit rozstup mezi provozem využívajícím TSA a letadlem, které žádá průlet.
V ČR toto platí a TSA se využívá pro lety vojenských letadel v malé výšce a vysokou rychlostí (do 300m AGL (ve třídě G) je možné letět maximálně 250 kt (460 km/h) IAS). V malé výšce a ve velké rychlosti pilot nemůže zajišťovat rozestup od ostatního provozu sám a nemůže mu je zajistit ani stanoviště ŘLP. Proto se tyto letouny chrání prostorem TSA který v době jeho aktivace (obsazení) nemůže jiný provoz narušit. Spodní hranice TSA je ve výšce 100 m (300 ft) nad terénem a horní ve výšce 300 m (1000 ft) nad terénem. Horizontální hranice oblasti má tvar úzkého lomeného pásu cca 5 km širokého (odtud slangové označení "nudle"). Většinou navazuje jedním koncem na CTR vojenského letiště a druhým na TRA.

## Publikování rozdělení vzdušného prostoru
Rozdělení vzdušného prostoru v jakémkoli FIRu je publikováno v letecké informační příručce AIP v části ENR.